# Kurna (strumień)
Kurna – strumień w Estonii w regionie Harjumaa. Ma długość 11,3 km, zaś powierzchnia dorzecza wynosi 44 km². Uchodzi do jeziora Ülemiste w granicach administracyjnych Tallinna.

## Źródła
- Veekogu: Kurna oja VEE1093100 [online], EELIS Infoleht [dostęp 2018-10-08].